# 閻月媚
閻 月媚（えん げつび、1098年 - ?）は、北宋の徽宗の妃嬪。名は閻月娟（えん げつえん）とも。

## 生涯
初め三水夫人の位を授けられ、婕妤にいたった。宣和4年（1122年）、童貫が遼へ遠征に向かった際に、徽宗は蔡攸を童貫の副使に任じた。蔡攸は得意のあまり、閻月媚と他の一人の妃嬪を勝利の褒賞として求めた。徽宗は蔡攸の父の蔡京に告げ、蔡京は「小子無状」と言って謝罪した。その後、蔡攸は惨敗した。
靖康の変後、閻月媚は金に連行され、金の天会5年（1127年）8月、洗衣院に下された。

## 伝記資料
- 『靖康稗史箋證』
- 『三朝北盟会編』
- 『宋史記事本末』